# Triiodotironina inversa
La triiodotironina inversa (3,3', 5'-triiodotironina, T3 inversa o rT3) è un isomero della triiodotironina (3,5,3' triiodotironina, T3).
È la terza iodotironina più comune che la ghiandola tiroidea rilascia nel flusso sanguigno (0,9%); la tetraiodotironina (levotiroxina, T4) costituisce il 90% e la triiodotironina (T3) il 9%. Tuttavia, il 95% di rT3 nel sangue umano è prodotto in altre parti del corpo, poiché gli enzimi rimuovono un particolare atomo di iodio da T4.
La produzione di ormoni da parte della tiroide è controllata dall'ipotalamo e dalla ghiandola pituitaria. L'attività fisiologica dell'ormone tiroideo è regolata da un sistema di enzimi che attivano, inattivano o semplicemente scartano il proormone T4 e a loro volta modificano funzionalmente T3 e rT3. Questi enzimi operano sotto la direzione complessa di sistemi inclusi neurotrasmettitori, ormoni, marcatori del metabolismo e segnali immunologici.
I livelli di rT3 aumentano in condizioni come la sindrome del malato eutiroideo perché la sua clearance diminuisce mentre la sua produzione rimane la stessa. La riduzione della clearance è probabilmente dovuta alla minore attività della tiroxina 5-deiodinasi nel tessuto periferico o alla ridotta captazione epatica di rT3. Inoltre, le concentrazioni di rT3 aumentate derivano dall'attività sovraregolata della tiroxina 5-deiodinasi in condizioni di malattia critica, fame e vita fetale.
Altre condizioni dove rT3 risulta aumentato sono:
- Eccessiva somministrazione esogena di T3 (Liotir)
- Disfunzione surrenale (cortisolo troppo alto o troppo basso)
- Diabete mellito
- Diete ipocaloriche
- Carenza di ferro o di selenio
- Carenza di vitamina C, B12 e B6
- Eccessiva attività fisica
- Stress psicologico
- Infiammazione cronica: produzione IL-6 e altre citochine pro-infiammatorie che stimolano la produzione di rT3
- Fratture gravi
- Grandi interventi chirurgici
- Cirrosi epatica
- Insufficienza renale

## Reazioni

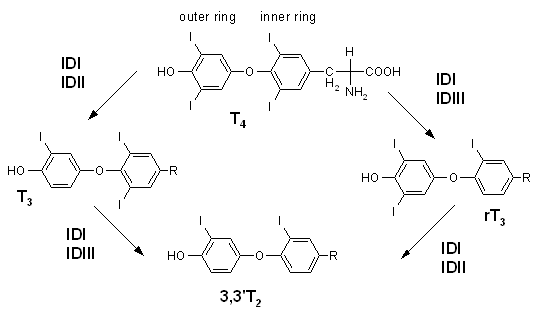
Sintesi di rT_{3} da T_{4} tramite deiodinazione. Viene anche mostrata la sintesi di T_{3} e T_{2}.